# Летца
Летца (нем. Leetza) — бывшая община в Германии, в земле Саксония-Анхальт. 
Входила в состав района Виттенберг. Подчинялась управлению Эльбауэ-Флеминг. Население составляло 325 человек (на 31 декабря 2012 года). Занимала площадь 21,86 км².
В состав общины Летца входили деревни Цалльмсдорф, Расдорф и хутор Отмансдорф.
1 января 2011 года Летца была объединена с соседними населёнными пунктами, образовав новую общину Цана-Эльстер.